# L'aratro e le stelle
L'aratro e le stelle (The Plough and the Stars) è un film del 1936 diretto da John Ford, con Barbara Stanwyck e Preston Foster. La sceneggiatura di Dudley Nichols si basa sull'omonimo dramma di Sean O'Casey, andato in scena a Dublino l'8 febbraio 1926.

## Trama
Nella Dublino sconvolta dalle sommosse rivoluzionarie Nora scopre che il marito Jack si è unito alla milizia indipendentista e temendo per la sua sicurezza lo implora di prendere le distanze dalla forze rivoluzionarie. L'uomo continua invece a combattere tanto da diventare uno dei comandanti e organizzare la Rivolta di Pasqua.

## Produzione
Le riprese del film, prodotto dalla RKO Radio Pictures, durarono dall'8 luglio al 20 agosto 1936. Alcune scene furono rigirate in ottobre.
Il rapporto tra la casa di produzione ed il regista fu molto difficile per la realizzazione di questa pellicola: mentre il regista voleva scritturare il cast della versione teatrale lo studio insisteva per avere delle star nei ruoli principali, inoltre il messaggio politico venne molto addolcito.
Per dare maggiore realismo agli attori fu proibito l'uso di qualsiasi tipo di trucco e anche la protagonista dovette cedere. La stessa protagonista aveva anche discusso con il regista perché riteneva che il suo personaggio non aveva abbastanza battute.

## Distribuzione
Il copyright del film, richiesto dalla RKO Radio Pictures, Inc., fu registrato il 15 gennaio 1937 con il numero LP6944.
Distribuito dalla RKO Radio Pictures, il film uscì nelle sale cinematografiche USA il 26 dicembre 1936. In Finlandia, fu distribuito il 18 aprile 1937 con il titolo Vallankumouksen pyörteissä, uscendo poi anche in Portogallo il 16 aprile 1945 come A Primeira Batalha.